# ポケモンワールドチャンピオンシップス
ポケモンワールドチャンピオンシップス（英語：Pokémon World Championships）は、ポケットモンスターのゲームおよびポケモンカードゲームの世界一を決める公式大会である。略称は「ポケモンWCS」、「WCS」。

## 概要
2004年に初めて開催されて以降、毎年開催している。日本代表決定大会ではエントリーはポケモンだいすきクラブの会員に限られ、事前申込制で希望者多数の場合は抽選となる。1stステージでの敗者や抽選で落選した者が参加できる敗者復活戦である「ラストチャレンジ予選」が開催されたこともある。
カードゲーム大会では、大会期間中に新発売されたカードも随時使用可能となる。ただし国によって発売の時期などが異なるため、発売されているが使えないカードも存在することがある。
参加者は年齢別（厳密には生年月日で決まる）にいくつかのカテゴリーに分けられ、争われる。ただし以下の年齢区分はあくまで目安である。
カードゲーム大会
- ジュニアリーグ - 小学生以下
- シニアリーグ - 中学生
- マスターリーグ - 高校生以上

ゲーム大会
- ジュニアリーグ - 小学生以下
- シニアリーグ - 中学生
- マスターリーグ - 高校生以上

ポッ拳大会（WCS2016で追加）
- シニアカテゴリ - 中学生以下
- マスターカテゴリ - 高校生以上

なお、2008年にはこの大会の前身となるポケモンカードゲーム ワールドチャンピオンシップス2008およびポケモンゲーム日米交流戦2008が開催されていた。
ポケモンワールドチャンピオンシップス本戦は「Day1」、「Day2」、「Day3」の3日間開催（当初は2日間）。参加者は国・地域予選の成績に応じ、「Day1」出場、「Day2」出場（シード権付与による初日出場免除）、「Day2」招待出場（シード権付与による初日出場免除+旅費・交通費主催者負担）の3種に分けられる。ただし、ポッ拳大会は2日間開催なので「Day1」出場権がなく、代わりに初日に「ラストチャンスクオリファイヤー」（現地最終予選）が行われる。
選手の姓名はカタカナまたはアルファベット表記であり、漢字表記はしない。
2020年、2021年はコロナ禍の影響で開催中止となった。

## 賞金（奨学金）
世界大会では賞金が出る（賞金額はWCS2023でのもの）。ただし、年齢を問わず"scholarship"（奨学金）と呼ぶ。さらに副賞として、順位に応じてトロフィー、次回本戦出場権、ポケモンカードの拡張ボックスなどが贈られる。カードゲーム大会が一番賞金が高い。
ゲーム大会
優勝…10000ドル（日本円で約150万円）　準優勝…7500ドル　3位・4位…5000ドル　5位～8位…2500ドル　9～16位…1500ドル
カードゲーム大会
優勝…25000ドル　準優勝…15000ドル　3位・4位…7500ドル　5位～8位…5000ドル　9～16位…1500ドル
ポッ拳大会
マスターカテゴリ
優勝…6,000ドル　準優勝…4,000ドル　3位…3,000ドル　4位…2,000ドル　5位(2名)…1500ドル　7位(2名)…1000ドル
シニアカテゴリ
優勝…3,000ドル(ポケモン Visa® プリペイド カード)　準優勝…1,500ドル(ポケモン Visa® プリペイド カード)　3位…500ドル(ポケモン Visa® プリペイド カード)　
2020年、2021年は新型コロナの影響により中止となった。

## 2009年
2008年から2009年にかけて開催された。

### 2009日本代表決定大会
47都道府県で開催される1stステージ、全国6会場で開催される2ndステージ、日本代表を決定するファイナルステージからなる。
ゲーム大会では『プラチナ』のソフトを使用する。ルールはゲーム内の「ダブルカップ」を使用し、使用ポケモン4匹でのダブルバトルで争われた。
ポケモンのレベルは50までに制限され、レベル51以上のポケモンは使用禁止であった。一部の伝説のポケモンや幻のポケモンの使用は禁止された。
カードゲーム大会ではDPシリーズおよびDPtシリーズのカードを使用。1stステージとラストチャレンジ予選および2ndステージの一次リーグではハーフデッキ/サイド3枚、それ以降はスタンダードデッキ/サイド6枚でのシングルバトルで争われた。
1stステージ 47都道府県予選
参加人数によってラウンドバトルまたはスイスドロー方式の予選と決勝トーナメントが行われ、優勝者1人が都道府県代表となり2ndステージに出場できる。大阪府と神奈川県では2日に分けて2大会が、東京都では3日に分けて3大会がそれぞれ開催された。
参加賞は色違いの「金のミロカロス」とフカマル・ガバイト・ガブリアスのプロモーションカード。
ラストチャレンジ予選
2ndステージと同日に同会場で開催され、上位進出者が2ndステージの2次リーグに進出する。
2ndステージ エリア予選
全国6会場で開催され、まず都道府県代表が1次リーグで決勝リーグ進出の枠を争いそこで負けた都道府県代表と、ラストチャレンジ予選を勝ち上がった者が2次リーグで残りの決勝リーグ進出の枠を争う。そして決勝リーグでファイナルステージ進出の枠を争う。
ファイナルステージ 全国大会
ルール変更あり。グループに分かれて総当り戦を行い、勝利数の多い2人がトーナメントに進出。ベスト8以上で日本代表となり、世界大会に出場できる。

### 2009世界大会
アメリカのサンディエゴで開催された。対戦だけでなく、パーティなどのイベントも数多く催された。

## 2010年
2010年に開催された。

### 2010日本代表決定大会
47都道府県で開催される1stステージ、日本代表を決定するファイナルステージからなる。
ゲーム大会では『ハートゴールド・ソウルシルバー』のソフトを使用する。
ルールはゲーム内の「GSルール」、「フラットバトル」を使用し、使用ポケモン4匹でのダブルバトルで争われる。ポケモンのレベルは無制限だが、レベル51以上のポケモンは対戦中のみレベル50になり能力値も調整される。このため、今まで使用出来なかったバンギラスと配布のみ使用出来たカイリューが使えるようになった。このGSルールでは強力な伝説のポケモンを制限付きながら使用可能なので、公式大会では久しぶりに伝説ポケモンが解禁されたことになる。一部の特別な伝説のポケモンは2匹まで手持ちに入れることができた。なお幻のポケモンについては使用禁止であった。
カードゲーム大会ではDPシリーズ、DPtシリーズおよびLEGENDシリーズのカードを使用。1stステージのジュニアリーグのみハーフデッキ/サイド3枚、それ以外はスタンダードデッキ/サイド6枚でのシングルバトルで争われる。
1stステージ 47都道府県予選
参加人数によってラウンドバトルまたはスイスドロー方式の予選と決勝トーナメントが行われ、優勝者1人が都道府県代表となりファイナルステージに出場できる。大阪府、神奈川県、埼玉県、愛知県では2日に分けて2大会が、東京都では3日に分けて3大会がそれぞれ開催された。
参加賞は色違いの「銀のイーブイ」とホウオウ・ルギアのプロモーションカード。
ポケモンカードゲーム Online予選
ポケモンカードゲームのオンラインサービスである「ポケモンカードゲーム Online」を利用した予選で、サービスの利用者のみ、1stステージの優勝者（ファイナルステージ進出者）以外が参加できる。事前申込制であり、勝ち上がるとラストチャレンジ予選の決勝トーナメントに進出する。
ラストチャレンジ予選
西日本（大阪府）、東日本（神奈川県）の2会場で開催された。1stステージと同じく事前申込抽選制で、1stステージおよびOnline予選でのファイナルステージ進出者以外なら誰でも参加でき、上位数名がファイナルステージに進出。
ファイナルステージ 日本代表決定戦
東京都で開催。上位進出者は世界大会に出場できる。

### 2010日本大会以外
アメリカ
地方大会と全米代表決定戦の2ラウンド方式で行われる。地方大会はシアトル、サンフランシスコ、アリゾナ州フェニックス、ダラス、アトランタ、ニューアークにて開催。全米代表決定戦はインディアナポリスで行われた。
イギリス
バーミンガムにて全英予選が開催される。
ドイツ
全独予選が開催される。
フランス
リヨンにて全仏予選が開催される。
スペイン
マドリードにて全西予選が開催される。

### 2010世界大会
アメリカのハワイで8月13日から15日にわたって開催された。そのうち13日には「ラストチャンスクオリファイ」という敗者復活戦が行われた。その上位進出者は本戦の予選に進出できた。
参加者は年齢別に、以下のようなディビジョンに分かれて対戦する。
ゲーム大会
- ジュニアディビジョン - 1998年以降生まれ
- マスターディビジョン - 1997年以前生まれ

カードゲーム大会
- ジュニアディビジョン - 1999年以降生まれ
- シニアディビジョン - 1995年から1998年までの生まれ
- マスターディビジョン - 1994年以前生まれ

ゲーム大会では両ディビジョンのベスト4に入賞した8人のうち7人が日本人と、日本勢が健闘した。また、カードゲーム大会ではジュニアディビジョンにおいて、WCS史上初の女性優勝者が誕生した。
入賞者にはポケモングッズなど多くの賞品があり、優勝者と準優勝者は次回の世界大会に招待される予定。また、前回大会と同じくフリー対戦やサイン会など数々のイベントも催された。

## 2011-2015年

### ポケモンワールドチャンピオンシップス2011
2011年に開催された。

#### 2011日本代表決定大会
4月3日から6月19日にかけて全国11会場で開催され、居住地域に関係なく好きな会場を一つだけ選んで参加でき、勝者はそのまま世界大会に進出するという方式が予定されていた。しかし、本大会は、2011年3月11日に発生した東北地方太平洋沖地震による影響ですべて中止となることが、3月18日付で発表された。参加の受付や一部で始まっていた参加賞の発送も中止された。
なお、参加賞にはクリムガンとエモンガのプロモーションカードが予定されていた。
ゲーム大会
『ブラック・ホワイト』を使用する。イッシュ図鑑のNo.1-148および151のポケモン6匹をエントリーし、対戦時に使用するポケモンを4匹選んで行うダブルバトルで争われる。レベル51以上のポケモンは自動でレベル50になるなどの制限がある「フラットルール」を採用。また、ゲーム内の「バトルボックス」や「バトル大会」といった大会に最適化された機能を使用する。
カードゲーム大会
スタンダードデッキ/サイド6枚で争われる。『LEGEND』『BW』シリーズのカードが使用できる。不正やルールの疑義に際して裁定を行う審判員である「ジャッジ」が導入される。

#### 2011世界大会
世界大会はアメリカのサンディエゴで現地時間の8月12日から8月14日に開催された。

### ポケモンワールドチャンピオンシップス2012
8月10日 - 12日にアメリカ、ハワイで開催。

### ポケモンワールドチャンピオンシップス2013
8月9日 - 12日にカナダ、バンクーバーにて開催。

### ポケモンワールドチャンピオンシップス2014
8月15日 - 17日にアメリカ、ワシントンD.C.で開催。
今大会ではパチリスを選出し、マスターディビジョン優勝を果たしたSe Jun Park選手が注目を集めた。

### ポケモンワールドチャンピオンシップス2015
2015年に開催された。

#### 2015日本予選・日本代表決定大会
ポケモングローバルリンク ジャパンカップ2015
ゲーム大会。5月1日～5月5日開催。オンライン対戦で、「ジュニア」「シニア」の上位32人、「マスター」の上位31人が日本代表決定大会に進出。
ニコニコ超選手権2015
ゲーム大会。予選は4月10日～13日、決勝は4月25日開催。参加は18歳以上（マスター枠該当）限定。オンライン対戦で、上位2名が幕張メッセ・ニコニコ超会議会場での決勝に進出。優勝者は日本代表決定大会に進出。なお優勝者が「ジャパンカップ2015」で31位以内に入った場合、「ジャパンカップ2015」の枠は次点者が繰り上げとなる。
日本代表決定大会
ゲーム大会。6月14日開催。「ジュニア」「シニア」「マスター」各上位8人が、世界大会の「ポケモンワールドチャンピオンシップス2015」出場権を獲得した。
ゲーム大会
『オメガルビー・アルファサファイア』を使用する。全国図鑑のNo.1-719（ただし以下は除く：ミュウツー、ミュウ、ルギア、ホウオウ、セレビィ、カイオーガ、グラードン、レックウザ、ジラーチ、デオキシス、ディアルガ、パルキア、ギラティナ、フィオネ、マナフィ、ダークライ、シェイミ、アルセウス、ビクティニ、レシラム、ゼクロム、キュレム、ケルディオ、メロエッタ、ゲノセクト、ゼルネアス、イベルタル、ジガルデ、ディアンシー）のポケモン4～6匹をエントリーし、対戦時に使用するポケモンを4匹選んで行うダブルバトルで争われる。レベル51以上のポケモンは自動でレベル50になるなどの制限がある「フラットルール」を採用。また、ゲーム内の「バトルボックス」や「バトル大会」といった大会に最適化された機能を使用する。
カードゲーム大会
スタンダードデッキ/サイド6枚で争われる。『BW』『XY』シリーズのカードが使用できる。

### 2015世界大会
世界大会はアメリカのボストンで現地時間の8月21日から8月23日に開催された。

## 2016-2019年

### ポケモンワールドチャンピオンシップス2016
2016年に開催された。

#### 2016日本予選・日本代表決定大会
ポケモンジャパンチャンピオンシップス2016
ゲーム大会。4月28日～5月2日開催。オンライン対戦で、各カテゴリの上位50人が本戦「Day1」出場権獲得。また、各カテゴリの上位32人はライブ大会「ポケモンジャパンチャンピオンシップス2016」出場権も獲得。なお、他大会で「Day2」あるいは招待出場権を獲得した場合、上位の資格で上書きされる。
ライブ大会「ポケモンジャパンチャンピオンシップス2016」
ゲーム大会。6月26日開催予定。会場は泉ガーデンギャラリー。各カテゴリの上位8人は本戦「Day2」出場権、上位4人は本戦招待出場権を獲得する。
ポケモン竜王戦
ゲーム大会およびカードゲーム大会。詳細は#ポケモン竜王戦参照。
カメックスメカバトルとビクトリーバトル
カードゲーム大会。5月5日～5月29日にかけて、4会場で5回開催。「カメックスメカバトル」（4回）は『XY』、「ビクトリーバトル」（1回）は『BW』使用のレギュレーション。「カメックスメカバトル」は会場ごとに各リーグの上位16人（計64人）が、「ビクトリーバトル」は各リーグの上位4人が本戦「Day1」出場権獲得。また、「カメックスメカバトル」は会場ごとに各リーグの上位8人（計32人）は、「ビクトリーバトル」は各リーグの上位4人は「ポケモンカードゲーム カメックスメガバトル 日本チャンピオン決定戦」出場権も獲得。なお、他大会で「Day2」あるいは招待出場権を獲得した場合、上位の資格で上書きされる。
ポケモンカードゲーム カメックスメガバトル 日本チャンピオン決定戦
カードゲーム大会。6月19日開催予定。会場は東京ビッグサイト。レギュレーションは『XY』のみ。各リーグの上位12人は本戦「Day2」出場権、上位4人は本戦招待出場権を獲得する。
『ポッ拳　POKKÉN TOURNAMENT』日本代表決定大会
ポッ拳大会。5月15日、5月21日～22日にかけて開催。各開催日の優勝者（合計3人）は本戦招待出場権を獲得する。
ゲーム大会
『オメガルビー・アルファサファイア』を使用する。全国図鑑のNo.1-721（ただし以下は除く：ミュウ、セレビィ、ジラーチ、デオキシス、フィオネ、マナフィ、ダークライ、シェイミ、アルセウス、ビクティニ、ケルディオ、メロエッタ、ゲノセクト、ディアンシー、フーパ、ボルケニオン。以下はバトルボックスに最大2匹まで：ミュウツー、ルギア、ホウオウ、カイオーガ、グラードン、レックウザ、ディアルガ、パルキア、ギラティナ、レシラム、ゼクロム、キュレム、ゼルネアス、イベルタル、ジガルデ）のポケモン4～6匹をエントリーし、対戦時に使用するポケモンを4匹選んで行うダブルバトルで争われる。レベル51以上のポケモンは自動でレベル50になるなどの制限がある「フラットルール」を採用。また、ゲーム内の「バトルボックス」や「バトル大会」といった大会に最適化された機能を使用する。
カードゲーム大会
スタンダードデッキ/サイド6枚で争われる。『BW』『XY』シリーズのカードが使用できる。
ポッ拳大会
『ポッ拳　POKKÉN TOURNAMENT』Wii U版を使用する。

#### 決勝戦
8月19日 - 8月21日にかけて、アメリカ・サンフランシスコで行われた。

### ポケモンワールドチャンピオンシップス2017
8月18日 - 20日にアメリカ合衆国カリフォルニア州アナハイムにて開催。
『サン・ムーン』部門、カードゲーム部門、『ポッ拳』部門での開催。

### ポケモンワールドチャンピオンシップス2018
8月24日 - 26日にアメリカ、テネシー州ナッシュビルで開催。ゲーム部門、カードゲーム部門、『ポッ拳』部門での開催。

### ポケモンワールドチャンピオンシップス2019
8月16日 - 18日にアメリカ合衆国 ワシントンD.C.で開催。

## 2022-2025年

### ポケモンワールドチャンピオンシップス2022
8月18日 - 21日にイギリス、ロンドンで開催。

### ポケモンワールドチャンピオンシップス2023
8月11日 - 13日に日本、横浜で開催。ゲーム部門は日本代表が3冠を達成した。

### ポケモンワールドチャンピオンシップス2024
アメリカ、ハワイのホノルルで開催された。

### ポケモンワールドチャンピオンシップス2025
アメリカ、アナハイムで開催予定。

## 2026年
アメリカ、サンフランシスコで開催予定。

## ポケモン竜王戦
将棋のタイトル戦「竜王戦」とのタイアップで開催。2021年現在、第4回まで開催されている。第4回となる「ポケモン竜王戦2020」は新型コロナウイルス感染症の影響で一度中止が発表されたが、2021年5月29日にライブ配信で開催された。第5回は2024年2月25日開催。
竜王戦主催の日本将棋連盟・読売新聞社が共催に加わっている。タイアップの意図を、「高度な頭脳戦であり二人が対戦して勝敗を競うゲームの特徴は、将棋に通じるものがある」と説明している。開催時点で将棋の竜王であった森内俊之(第1回)、渡辺明(第2回)、羽生善治(第3回)がそれぞれゲストで招待されている。また第3回では、特別招待選手として、将棋界から糸谷哲郎、山口恵梨子が参加した。
第2回まではポケモンワールドチャンピオンシップス（以下WCS）日本予選に組み込まれており、ジュニアリーグ/Aリーグの予選に位置付けられていた。参加資格は第1回は未就学児を含む小学生以下、第2回は小学生のみ。第3回で年齢制限がなくなったが、WCS日本予選からは外れた。第2回は他の予選・大会の成績優秀者の招待に限られたが、第1回と第3回は予選が行われた。
優勝者は「第○期ポケモン竜王」の称号を与えられ、第1回（第1期）はWCS2014、第2回（第2期）はWCS2016の招待出場権が得られた。しかし、第3回（第3期）以降では、WCSの招待出場権は得られなくなった。
レギュレーションは当該大会の他の予選に準じるが、「竜王戦」にちなんだ以下の制限が独自に設定されている。
ゲーム大会
（第1回）ゲーム内の「バトルボックス」にドラゴンタイプのポケモンか、メガシンカしてドラゴンタイプになるポケモンを1匹以上加えること。メガシンカしてドラゴンタイプになるポケモンは、メガストーンを持っている必要がある。
（第2回）予選は第1回と同じ。決勝大会ではサイドボード方式を採用。バトルボックスの4匹に加え、さらに4匹のポケモンを「サイドボード」として用意する。この際、バトルボックスと同様にドラゴンタイプのポケモンか、メガシンカしてドラゴンタイプになるポケモンを1匹以上加える必要がある。試合開始時にバトルボックスとの総入れ替えが可能。試合中はラウンド終了ごとに、ランダムで1～3匹の交代を強制される（交代数はくじ引きで決定）。また二人零和有限確定完全情報ゲームである将棋に近づけるため、通常は相手に開示されないポケモンのせいかく、わざ、どうぐといったデータもあらかじめ開示される。
カードゲーム大会
（第1回）デッキにドラゴンタイプのポケモンを1枚以上（決勝大会では4枚以上）加えること。
（第2回）デッキにドラゴンタイプのポケモンを4枚以上加えること。決勝大会では、予選で使用した「持参デッキ」と、大会当日に主催者側の指定したカードで作る「当日構築デッキ」の双方を使う必要がある。3本勝負で当日→持参→司会者抽選によるランダム決定となる。
漫画版
『ポケットモンスターX・Y ポケモン竜王伝』
石井敬士　小学館　2014年3月25日発売 ISBN 9784091417374
主人公の「アキラ」をはじめ、主な登場人物の名前は将棋棋士から取られている。主催は「クニオ」で、将棋の竜王戦とは異なり、ドラゴンポケモン使いトレーナーの新人王戦と位置付けられている。